# 播州麺本舗
株式会社播州麺本舗（ばんしゅうめんほんぽ）とは兵庫県たつの市で当地の特産物である素麺を始めとする麺類などの販売を主な事業としているイトメンの関連会社である。

## 沿革
- 1991年 設立